# Daniel Davari
Daniel Davari (in persiano: دانیال داوری; Gießen, 6 gennaio 1988) è un calciatore tedesco naturalizzato iraniano, portiere del RW Oberhausen.

## Palmarès

### Club

#### Competizioni nazionali
- 3. Liga: 1

Eintracht Braunschweig: 2010-2011